# Nothing to You (re-mix) + 3
Nothing to You (re-mix) + 3 è il primo EP pubblicato dalla band Two Gallants assieme all'Alive Records.
L'EP venne registrato nel giugno del 2004 ma venne pubblicato solo due anni dopo. All'interno del disco si trovano 2 tracce dell'album The Throes remixate e le due tracce presenti all'interno del 45 giri I'm Her Man.

## Tracce
1. "Nothing to You (Remix)" – 4:30
2. "Crow Jane (Remix)" – 8:03
3. "I'm Her Man (Sweet Baby Jesus)" – 3:17 – Registrata da Jeff Saltzman
4. "Fail Hard to Regain" (Live) – 3:22 – Registrata da John Karr

## Formazione
Gruppo
- Adam Stehens - voce, chitarra, armonica a bocca
- Tyson Vogel - cori, batteria

Produzione
- John Greenham - mastering
- John Karr - registrazione
- Alex Newport - missaggio
- Jeffrey Saltzman - produzione